# Cirratulus parvus
Cirratulus parvus är en ringmaskart som beskrevs av Moore 1906. Cirratulus parvus ingår i släktet Cirratulus och familjen Cirratulidae. Inga underarter finns listade i Catalogue of Life.